# Brachys tricinctus
Brachys tricinctus es una especie de escarabajo barrenador metálico del género Brachys, categorizada en la tribu Trachyini, de la subfamilia Agrilinae.

## Taxonomía
Fue descrita científicamente por Fabricius en 1801.
Tratamiento taxonómico
La especie aparece registrada y publicada en Buprestides de l'Afrique equatoriale et de Madagascar. Annales de la Société entomologique de Belgique 43:256-298. (1899).